# Spanyol nyelvjárások
A spanyol nyelvjárások (dialectos) alatt a spanyol nyelv különböző területi változatait értjük. A nyelvészek többsége egyetért abban, hogy – a művelt nyelvhasználat és az írott nyelv befolyása, valamint a modern kori kommunikációs lehetőségeknek köszönhetően – a spanyol egységes nyelvi rendszer, amely területi változatokkal rendelkezik. A nyelvjárásokat alapvetően kétféle megközelítésből lehet osztályozni. A hagyományos – nyelvtörténeti szempontú – felosztás szerint spanyol nyelvjárásoknak tekintik a középkori Leóni és Aragóniai királyságok területén kialakult, mára erősen visszaszorult újlatin nyelvváltozatokat (asztúriai és aragóniai) is, illetve a már kihalt mozarabot; a modern nyelvészeti értelmezésben azonban spanyol nyelvjárásokon csak a kasztíliai spanyol nyelv változatait értik, amelyeket Spanyolország legkiterjedtebb részén, továbbá a Kanári-szigeteken és Spanyol-Amerikában is beszélnek.

## Homogenitás és változatosság
A spanyol nyelvészetileg homogén nyelv. Jóllehet, a kvantitatív nyelvészet erőfeszítései ellenére nehéz egy nyelv homogenitási szintjét meghatározni, s abból kiindulva, hogy a világon minden nyelv folyamatosan változik, ebből eredően pedig geo- és szociolingvisztikai változatokkal is rendelkezik, meg lehet erősíteni, hogy a spanyol viszonylag homogén nyelvi rendszer, és csak gyenge vagy mérsékelt veszélye áll fenn a fragmentációjának. E homogenitás alapjai a magánhangzórendszer egyszerűségében, az egész spanyol nyelvterületen meglévő közös mássalhangzókészlet széles skálájában, valamint a közös alapvető szókincsben és szintaxisban rejlenek. Ezen kívül földrajzilag kompakt nyelv: a spanyol ajkú országok legnagyobb része folytatólagosan egymás mellett fekvő területeket foglal el, ezáltal a világ egyik legkiterjedtebb nyelvterületét alkotja. Bár léteznek a nyelvterületen belül nagy kiterjedésű két- vagy többnyelvű térségek is, általánosságban szólva igen magas kommunikatívitási, és alacsony vagy csak minimális diverzitási mutatóval rendelkezik, aminek különös jelentősége van a nem spanyol nyelvű területekkel történő összehasonlításkor.

## A nyelvjárások osztályozása
A spanyol nyelvjárások között – a legszélsőségesebb esetektől eltekintve – a nagy távolságok ellenére sem nagyobbak a különbségek, mint a magyar nyelvjárások között, ami lehetővé teszi, hogy mind a közel 400 millió anyanyelvi beszélő megértse egymást.  A legtágabb és legáltalánosabb osztályozás szerint spanyolországi (español peninsular), valamint amerikai nyelvváltozatokat (español hispanoamericano) különböztetnek meg, azonban megjegyzendő, hogy – az amerikai indián nyelvek hatásától érintett nyelvjásárokat kivéve – valamennyi amerikai spanyol nyelvjárási sajátosság megtalálható Spanyolországban is (jóllehet némelyik csak szűk területeket érint), hiszen az amerikai nyelvjárások is a spanyolországiakból alakultak ki.

### Spanyolország
Spanyolországban a legelfogadottabb felosztás szerint – a történelmi dialektusokat leszámítva – két fő nyelvjáráscsoport különböztethető meg: az északi (dialectos septentrionales), valamint a déli (dialectos meridionales) nyelvjárások. Északról Dél felé haladva elmondható, hogy míg az előbbi területeken összességében konzervatív, addig az utóbbiakon újítóbb nyelvjárásokat találunk; a kettő között pedig mintegy átmenetet alkotnak az Új-Kasztília déli részén beszélt nyelvjárások.
Az alapvető különbség a két nyelvjáráscsoport között inkább a kiejtésben mutatkozik. Míg az északi nyelvjárások ebből a szempontból közel állnak a művelt írott normához, addig a déliekben bizonyos mássalhangzókat, főleg a szó- és szótagvégi /-s/ hangot, valamint jellemzően a magánhangzók közötti /-d-/ hangot igen lazán ejtik, sokszor ki is esnek. Andalúziában fontos jelenség ezen kívül az s [s] és a z – e, i előtt c – [θ] hangok nem megkülönböztető ejtése az [s] javára (seseo) a nyugati nyelvjárásokban, illetve a legdélibb, erősen tájnyelvi területeken a [θ] hang javára (ceceo). A 15. századi nyugati andalúz nyelvjárásnak – mivel akkoriban a déli Sevilla nyelvhasználatát tekintették az előkelő nyelvi normának – fontos szerepe volt az amerikai spanyol nyelvjárások kialakulásában.
A művelt köznyelvben a nyelvtani eltérések közül a legfontosabb az ún. leísmo, amely annyit jelent, hogy Spanyolországban személyekre hímnemben a tárgyesetű lo, los személyes névmások helyett az etimológiailag részes esetű le, les névmást használják. A népies nyelvben – úgy Spanyolországban, mint Amerikában – előfordul ennek ellenkezője is, azaz, amikor részes esetben a le, les helyett a tárgyesetű lo(s), la(s) névmásokat használják; ennek neve loísmo, illetve laísmo. Az utóbbi Kasztíliában gyakori, és elfogadottabb, mint a loísmo.
Említést érdemel még a ladino vagy zsidóspanyol, a középkori Spanyolországból kiűzött zsidók nyelvváltozata, amely megőrizte a középkori kasztíliai néhány archaikus vonását.

### Latin-Amerika
Az amerikai kontinensen szintén a kasztíliai spanyol területi változatait beszélik, amelyeket országonként, illetve – kisebb országokat magába foglaló – területenként (Antillák, Közép-Amerika stb.) szokás csoportosítani. Kialakulásukban fontos szerepet játszott többek között, hogy az anyaországból érkező gyarmatosítók az ország mely részéről és milyen számban érkeztek a földrészre.

Az amerikai spanyol nyelvjárások alakulására kétféle elmélet létezik: az ún. andalúz-elmélet (hipótesis andalucista), mely szerint az Amerikában beszélt spanyol nyelv csak az andalúz nyelvjárásból fejlődött ki. Ezzel szemben az ún. poligenetikus elmélet (hipótesis poligenética) hívei szerint az amerikai nyelvhasználat kialakulálását több Spanyolországban beszélt nyelvjárás alakította. A hiányos dokumentáció és kutatómunka, valamint az azóta eltelt közel öt évszázad miatt egyik elmélet sem igazolható minden kétséget kizáróan, abban viszont egyetértenek a nyelvészek, hogy a csak egyféle [s] hang létezése, vagyis az s, z és a  ce, ci csoportokban lévő c magyar sz-hez hasonló nem megkülönböztető ejtése (melyet a spanyol szakirodalom a seseo néven említ) az Andalúziából származó hódítóknak köszönhető. 

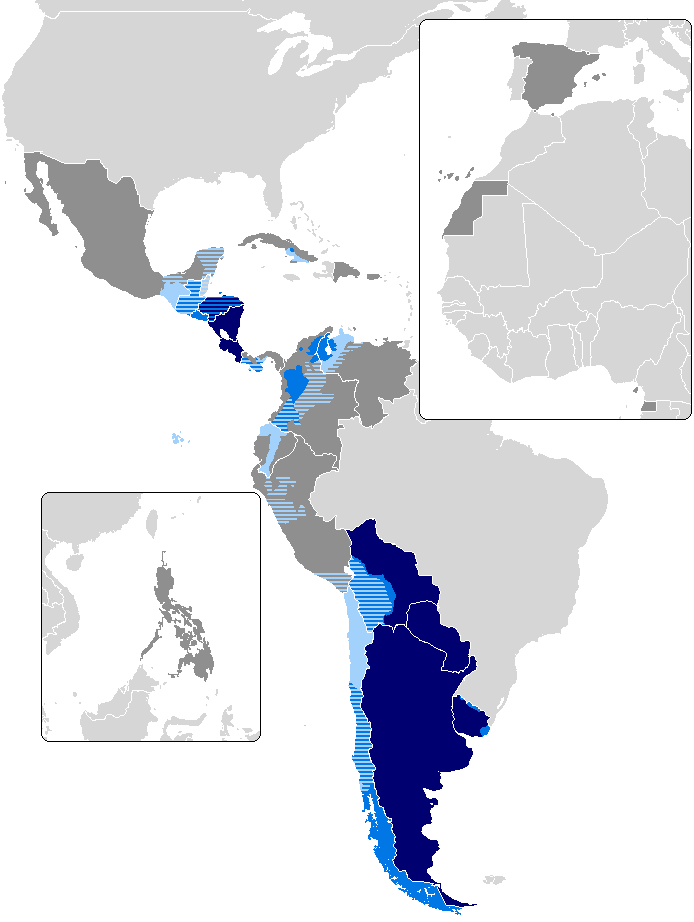
A tuteo és a voseo elterjedtsége

A gyarmatosítók több hullámban érkeztek Amerika partjaihoz. Legelőször többségében andalúzok voltak, akik – talán a Kanári-szigeteken keresztül – az Antilláknál (Kuba, Puerto Rico, Dominikai Köztársaság) szálltak partra, így ezek a nyelvjárások a spanyolországi andalúzhoz állnak a legközelebb. A későbbi betelepítési hullámok során Spanyolország északi területeiről is érkeztek a kontinensre, aminek következtében többször történt ún. nyelvi kiegyenlítődés (nivelación), amely végső soron a ma beszélt amerikai nyelvjárások kialakulásához vezetett.
Dialektológiai szempontból az amerikai nyelvjárási területek – a spanyolországiakénak megfeleltetve – két fő típusba sorolhatók: az ún. „felsőföldek” (Tierras Altas) nyelvjárásai konzervatívabbak, és közelebb állnak Kasztília nyelvhasználatához (idesorolhatóak Mexikó, Peru, Ecuador, Belső-Kolumbia és Bolívia nyelvjárásai); míg az „alsóföldek” (Tierras Bajas) nyelvváltozatai inkább az andalúzra hasonlítanak (idetartoznak a Karib-térség, Venezuela, Argentína és Uruguay, valamint Chile nyelvjárásai).
Fontos nyelvtani különbség a spanyolországi sztenderd köznyelvhez képest, hogy nem használják a vosotros, -as ’ti’ személyes névmást és megfelelő igealakjait, hanem helyette az ustedes, eredetileg csak ’önök, maguk’ jelentésű névmás és a neki megfelelő többes szám harmadik személyű igealak használatos, amely felvette a bizalmas ’ti’ jelentést is. Ugyanakkor Közép- és Dél-Amerika számos helyén – de legfőképpen Argentínában és Uruguayban – az etimológiailag ’ti’ jelentésű latin és régi spanyol vos névmás használatos (a tú helyett vagy mellett) ’te’ jelentésben a bizalmas nyelvben, amelyhez külön igealak is tartozik: a spanyolországi vosotros névmással használt igealak -i-, illetve (felszólító módban) -d nélküli módosulata. A spanyol szakirodalom a vos névmás használatára a voseo, a tú névmással történő tegezésre pedig a tuteo szavakat használja (a két használat közötti alaktani különbségek vonatkozásában lásd a táblázatot).
| Alak | Spanyolország               | Hispano-Amerika           | Hispano-Amerika           | jelentés                           |
| Alak | Spanyolország               | tuteo                     | voseo                     | jelentés                           |
| ---- | --------------------------- | ------------------------- | ------------------------- | ---------------------------------- |
| E/2. | tú cantas – ¡canta!         | tú cantas – ¡canta!       | vos cantás – ¡cantá!      | ’te énekelsz’ – ’énekelj!’         |
| T/2. | vosotros cantáis – ¡cantad! | ustedes cantan – ¡canten! | ustedes cantan – ¡canten! | ’ti énekeltek’ – ’énekeljetek!’    |
| T/3. | ustedes cantan – ¡canten!   | ustedes cantan – ¡canten! | ustedes cantan – ¡canten! | ’maguk énekelnek’ – ’énekeljenek!’ |

### Az /-s/ ejtése
A szó- vagy szótagvégi /-s/ ejtése az egyik legalapvetőbb kritérium a nyelvjárások osztályozásánál. Azok a területek, ahol az /-s/ ejtése megmarad mint sziszegőhang [s], konzervatívnak, illetve közelinek tekinthetőek a normatív (művelt) nyelvváltozathoz, míg azok a helyek, ahol az /-s/ hehezetté válik vagy kiesik, újítóbbak, illetve jobban eltávolodtak a sztenderd nyelvi normától. Az alábbi táblázat az /-s/ ejtésváltozatainak gyakoriságát szemlélteti a legfontosabb spanyol városokban, illetve nyelvjárási területeken. Az adatok különböző nyelvészek kutatómunkáján alapulnak.
| VÁROS VAGY TERÜLET                                                                                   | EJTÉSVÁLTOZATOK, % | EJTÉSVÁLTOZATOK, % | EJTÉSVÁLTOZATOK, % | MEGJEGYZÉS                   |
| --- | ------------------ | ------------------ | ------------------ | ---------------------------- |
| VÁROS VAGY TERÜLET                                                                                   | [s]                | [h]                | ∅                  | MEGJEGYZÉS                   |
| „A” zóna (a sztenderd nyelvhez közeli, konzervatív területek, ún. tierras altas; az /-s/ megőrződik) |                    |                    |                    |                              |
| Barcelona (Spanyolország)                                                                            | 99                 | 1                  | 0                  |                              |
| Quito (Ecuador)                                                                                      | 98                 | 1                  | 1                  | Lipski szerint               |
| Bogotá (Kolumbia)                                                                                    | 97                 | 1                  | 2                  | Montes (et al.) szerint      |
| Mexikóváros (Mexikó)                                                                                 | 96                 | 3                  | 1                  | Lope Blanch szerint          |
| Madrid (Spanyolország)                                                                               | 87                 | 12                 | 1                  | Lipski szerint               |
| Buenos Aires (Argentína)                                                                             | 81                 | 8                  | 11                 | Alvar szerint                |
| Veracruz (Mexikó)                                                                                    | 80                 | 11                 | 9                  | Lope Blanch szerint          |
| Lima (Peru)                                                                                          | 78                 | 13                 | 5                  | Caravedo szerint             |
| San José (Costa Rica)                                                                                | 77                 | 1                  | 21                 | Quesada szerint              |
| Alcalá de Henares (Madrid tartomány, Spanyolország)                                                  | 64                 | 30                 | 1                  | Blanco szerint               |
| Getafe (Madrid tartomány, Spanyolország)                                                             | 58                 | 28                 | 1                  | Martín B. szerint            |
| Madrid tartomány falusi részei (Spanyolország)                                                       | 62                 | 10                 | 23                 | Ruiz Martínez szerint        |
| Salta (Argentína)                                                                                    | 60                 | 3                  | 37                 | Alvar szerint                |
| Toledo (Spanyolország)                                                                               | 52                 | 33                 | 14                 | Calero szerint               |
| Tegucigalpa (Honduras)                                                                               | 48                 | 40                 | 12                 | Lipski szerint               |
| Rosario (Argentína)                                                                                  | 42                 | 33                 | 25                 | Donni szerint                |
| „B” zóna (nyelvjárási területek, tierras bajas; az /-s/ hehezetként valósul meg)                     |                    |                    |                    |                              |
| El Hierro (Kanári-szigetek, Spanyolország)                                                           | 13                 | 84                 | 3                  | Pérez Martín szerint         |
| Santa Cruz de Tenerife (Kanári-szigetek, Spanyolország)                                              | 11                 | 77                 | 12                 | Almeida szerint              |
| Cáceres (Andalúzia, Spanyolország)                                                                   | 7                  | 73                 | 20                 | Lipski szerint               |
| Concepción (Paraguay)                                                                                | 10                 | 72                 | 18                 | Valdivieso és Magaña szerint |
| Las Palmas (Kanári-szigetek, Spanyolország)                                                          | 3                  | 64                 | 33                 | Samper szerint               |
| Puerto Cabello (Venezuela)                                                                           | 3                  | 63                 | 34                 | Navarro szerint              |
| Havanna (Kuba)                                                                                       | 18                 | 61                 | 21                 | Terrell szerint              |
| Córdoba (Andalúzia, Spanyolország)                                                                   | 3                  | 54                 | 43                 | Iglesias szerint             |
| La Jara, Toledo falusi része (Spanyolország)                                                         | 27                 | 52                 | 17                 | Paredes szerint              |
| San Juan (Puerto Rico)                                                                               | 9                  | 51                 | 38                 | López Morales szerint        |
| Caracas (Venezuela)                                                                                  | 14                 | 51                 | 35                 | Terrell szerint              |
| Buenos Aires (Argentína)                                                                             | 36                 | 51                 | 13                 | Terrell szerint              |
| Sevilla (Andalúzia, Spanyolország)                                                                   | 15                 | 49                 | 36                 | Lipski szerint               |
| Granada (Andalúzia, Spanyolország)                                                                   | 1                  | 47                 | 42                 | Lipski szerint               |
| Murcia (Spanyolország)                                                                               | 19                 | 46                 | 35                 | Lipski szerint               |
| Guayaquil (Ecuador)                                                                                  | 18                 | 43                 | 39                 | Lipski szerint               |
| Cartagena de Indias (Kolumbia)                                                                       | 26                 | 38                 | 36                 | Lafford szerint              |
| „C” zóna (erősen nyelvjárási területek, tierras bajas; az /-s/ kiesik)                               |                    |                    |                    |                              |
| Panama                                                                                               | 11                 | 41                 | 48                 | Cedergren szerint            |
| Andalúzia általában (Spanyolország)                                                                  | 6                  | 43                 | 49                 | Moreno Fernández szerint     |
| Linares (Andalúzia, Spanyolország)                                                                   | 2                  | 45                 | 50                 | Gómez Serrano szerint        |
| Trelew (Argentína)                                                                                   | 35                 | 4                  | 61                 | Virkel szerint               |
| Mérida (Venezuela)                                                                                   | 20                 | 18                 | 62                 | Longmire szerint             |
| Málaga (Andalúzia, Spanyolország)                                                                    | 2                  | 31                 | 67                 | Vida szerint                 |
| granadai tengerpart (Spanyolország)                                                                  | 1                  | 30                 | 74                 | García Marcos szerint        |
| Jaén (Andalúzia, Spanyolország)                                                                      | 1                  | 13                 | 75                 | Moya szerint                 |
| Santo Domingo (Dominikai Köztársaság)                                                                | 7                  | 18                 | 75                 | Núñez szerint                |
| Melilla (Észak-Afrika, Spanyolország)                                                                | 3                  | 18                 | 79                 | Ruiz szerint                 |
| Santiago (Dominikai Köztársaság)                                                                     | 6                  | 14                 | 80                 | Alba szerint                 |
| San Juan (Argentína)                                                                                 | 9                  | 1                  | 90                 | Alvar szerint                |

## Nyelvjárások
Nagy vonalakban, csak a legalapvetőbb közös jellemzőket figyelembe véve, a spanyol nyelvnek összesen 8 nyelvjárása van, ezek közül három Spanyolországban (1. kasztíliai; 2. andalúz; 3. kanári-szigeteki), és öt Amerikában (4. mexikói–közép-amerikai; 5. karibi; 6. andoki; 7. chilei; 8. Río de la Plata-i). Ennél valamivel részletesebb felosztás szerepel Manuel Alvar spanyol nyelvész Manual de dialectología hispánica című köteteiben, ami alapján az alábbi táblázat készült.
| Spanyolországi nyelvjárások | Amerikai spanyol nyelvjárások |
| --- | --- |
| - mozarab (mozárabe) † - La Rioja-i (riojano) † - leóni vagy aszturleóni (leonés, asturleonés) - asztúriai (asturiano, asturianu, bable) - gallego-asztúriai (gallego-asturiano) - leóni (leonés, llïonés) - Miranda de Douro-i (mirandés) (átmenet a leóni és a portugál között) - extremadurai (extremeño, estremeñu) (átmenet a leóni és az andalúz között) - kasztíliai (castellano) - északi (variedades septentrionales) - kantábriai (cántabro, cántabru) - (ó-)kasztíliai (beleértve az Aragóniában beszélt nyelvjárást) - új-kasztíliai vagy La Mancha-i (manchego) - déli (variedades meridionales) - andalúz (andaluz) - murciai (murciano, panocho) - Kanári-szigeteki (canario) - hispano-amerikai nyelvjárások → - ladino (zsidóspanyol, judeo-español) - aragóniai–navarrai (navarroaragonés) (átmeneti dialektusok a katalán nyelv és a kasztíliai között) - aragóniai (aragonés) - navarrai (navarro) † | - antillai, karibi vagy szigeti (antillano, caribeño, español insular), B - mexikói (mexicano), A – nyelvjárási zónák: - Yucatán-félszigeti - chiapasi - tabascói - veracruzi - oaxacai - közép-mexikói fennsíki - oaxaca–guerrero-parti - északnyugat-mexikói - észak-mexikói fennsíki - északkelet-mexikói - amerikai egyesült államokbeli - közép-amerikai (centroamericano), B(A) - venezuelai (venezolano), B – nyelvjárási zónák: - síkvidéki (llanero) - andoki (andino) - kolumbiai (colombiano), A(B) – fő nyelvjárási zónák: - partmenti (costeño) - közép-kolumbiai vagy andoki (central, andino) - perui (peruano), A(B) – nyelvjárási zónák: - partmenti (costeño) - andoki (andino) - amazóniai (amazónico) - bolíviai (boliviano), A(B) – fő nyelvjárási zónák: - A zóna: andoki (4 alnyelvjárás) - B zóna: északi és keleti síkvidéki (4 alnyelvjárás) - C zóna: közép-déli völgyi - ecuadori (ecuatoriano), A(B) - paraguayi (paraguayo), B - argentínai–uruguayi (argentino, uruguayo; rioplatense), B - chilei (chileno), B |
| Afrikában és Ázsiában | - antillai, karibi vagy szigeti (antillano, caribeño, español insular), B - mexikói (mexicano), A – nyelvjárási zónák: - Yucatán-félszigeti - chiapasi - tabascói - veracruzi - oaxacai - közép-mexikói fennsíki - oaxaca–guerrero-parti - északnyugat-mexikói - észak-mexikói fennsíki - északkelet-mexikói - amerikai egyesült államokbeli - közép-amerikai (centroamericano), B(A) - venezuelai (venezolano), B – nyelvjárási zónák: - síkvidéki (llanero) - andoki (andino) - kolumbiai (colombiano), A(B) – fő nyelvjárási zónák: - partmenti (costeño) - közép-kolumbiai vagy andoki (central, andino) - perui (peruano), A(B) – nyelvjárási zónák: - partmenti (costeño) - andoki (andino) - amazóniai (amazónico) - bolíviai (boliviano), A(B) – fő nyelvjárási zónák: - A zóna: andoki (4 alnyelvjárás) - B zóna: északi és keleti síkvidéki (4 alnyelvjárás) - C zóna: közép-déli völgyi - ecuadori (ecuatoriano), A(B) - paraguayi (paraguayo), B - argentínai–uruguayi (argentino, uruguayo; rioplatense), B - chilei (chileno), B |
| - egyenlítői-guineai (ecuatoguineano) - Fülöp-szigeteki (español filipino) | - antillai, karibi vagy szigeti (antillano, caribeño, español insular), B - mexikói (mexicano), A – nyelvjárási zónák: - Yucatán-félszigeti - chiapasi - tabascói - veracruzi - oaxacai - közép-mexikói fennsíki - oaxaca–guerrero-parti - északnyugat-mexikói - észak-mexikói fennsíki - északkelet-mexikói - amerikai egyesült államokbeli - közép-amerikai (centroamericano), B(A) - venezuelai (venezolano), B – nyelvjárási zónák: - síkvidéki (llanero) - andoki (andino) - kolumbiai (colombiano), A(B) – fő nyelvjárási zónák: - partmenti (costeño) - közép-kolumbiai vagy andoki (central, andino) - perui (peruano), A(B) – nyelvjárási zónák: - partmenti (costeño) - andoki (andino) - amazóniai (amazónico) - bolíviai (boliviano), A(B) – fő nyelvjárási zónák: - A zóna: andoki (4 alnyelvjárás) - B zóna: északi és keleti síkvidéki (4 alnyelvjárás) - C zóna: közép-déli völgyi - ecuadori (ecuatoriano), A(B) - paraguayi (paraguayo), B - argentínai–uruguayi (argentino, uruguayo; rioplatense), B - chilei (chileno), B |

A nyelvjárástípusok jelölése
- B(A) = Mindkét variáns megtalálható, de a B az elterjedtebb

## Spanyol alapú keveréknyelvek
Bizonyos területeken, ahol a soknemzetiségű lakosság különböző körülményekből adódóan nem tudta tökéletesen elsajátítani a hódítók nyelvét, azonban szükség volt a kommunikációra és egy közvetítőnyelvre, kreol nyelvek alakultak ki. A kreol nyelvek jellemzője az igen egyszerű nyelvtan, az igeragozás teljes hiánya, a ragozás helyett segédszavak használata. Miközben szókincsük nagy része a hódítók nyelvéből származik, nyelvtanuk többnyire az őslakosok, afrikai bevándorlók nyelvéhez igazodott.
Egyértelműen a spanyolból kialakult kreol nyelvek a Fülöp-szigeteken beszélt chabacano, valamint a kolumbiai San Basilio de Palenque faluban mintegy 3500 ember által használt palenquero. Nincs teljes egyetértés azonban a Karib-térség kisebb szigetein beszélt papiamento nyelv eredetét illetően, amelyet a nyelvészek egy része – többek között Manuel Alvar (1996) – spanyol kreol, másik részük portugál kreol nyelvváltozatnak tekint.

## Nyelvjárási példák
Az alábbiakban meghallgatható egy jelképes mondat néhány ország sajátos szlengjén.

Sztenderd spanyolul: El hombre grosero llamó avara a su madre porque ella no le quiso dar dinero para comprar un automóvil.
Magyarul: ’A faragatlan fickó zsugorinak nevezte az anyját, mert ő nem akart neki pénzt adni, hogy vegyen magának egy autót.’

| ország          | nyelvjárás     | |
| --------------- | -------------- | --- |
| Argentína       | rioplatense    | El guarango le batió agarrada a su vieja porque ella no le quiso tirar guita para comprarse un auto. |
| Costa Rica      | közép-amerikai | El muy montado le dijo pinche a la mama porque no le quiso dar plata pa’ comprarse un perol.         |
| Dominikai Közt. | antillai       | Ese boca aguá le dijo angurriosa a su madre porque ella no le dio cuartos pa’ comprá un carro.       |
| Guatemala       | közép-amerikai | El cerote ése le dijo garra a su vieja porque no le quiso dar pisto para comprar una su nave.        |
| Mexikó          | mexikói        | El pinche ojete le dijo coda a su jefa porque no se quiso mochar con la feria para mercar una nave.  |
| Spanyolország   | ó-kasztíliai   | El tío borde llamó roñosa a su vieja porque ella no le quiso soltar guita pa’ comprarse un buga.     |
| Venezuela       | venezuelai     | El pasao le dijo pichirre a la vieja porque no le quiso dar los cobres para comprarse la nave.       |